# 2MASS J21265040−8140293
| 2MASS J21265040−8140293                                 | 2MASS J21265040−8140293     |
| ------------------------------------------------------- | --------------------------- |
| Beobachtungsdaten Äquinoktium: J2000.0, Epoche: J2000.0 |                             |
| Sternbild                                               | Octans                      |
| Rektaszension                                           | 21h 26m 50,4s               |
| Deklination                                             | −81° 40′ 29″                |
| Astrometrie                                             |                             |
| Entfernung                                              | 31,9+2,9−2,4 pc             |
| Radialgeschwindigkeit                                   | 8,4 ± 2,1 km/s              |
| Eigenbewegung:                                          |                             |
| in Rektaszension:                                       | μαcos(δ) = 49,3 ± 9,7 mas/a |
| in Deklination:                                         | μδ = −105,5 ± 6,6 mas/a     |
| Eigenschaften                                           |                             |
| Scheinbare Helligkeit                                   | J-Band: 15,54 ± 0,06 mag    |
| Spektraltyp                                             | L3γ                         |
| Abschätzung Massenbereich                               | 11,6 bis 15,0 MJ            |
| Abschätzung Altersbereich                               | 10 bis 150 Mio. a           |

2MASS J21265040−8140293, kurz 2MASS J2126−8140, ist ein substellares Objekt und ein astrometrischer Begleiter des rund 100 Lichtjahre entfernten Roten Zwerg TYC 9486-927-1 im Sternbild Octans. Die beiden Objekte weisen eine gemeinsame Eigenbewegung auf und sind am Himmel durch 217″ getrennt, was projiziert rund 6900 AE entspricht. Die Abschätzung seiner Masse macht 2MASS J2126−8140 zu einem Exoplaneten-Kandidat.

## Forschungsgeschichte
2MASS J2126−8140 wurde zunächst als Brauner Zwerg der Spektralklasse L3 identifiziert, der zur Tucana-Horologium-Assoziation gehört, die aus noch sehr jungen (etwa 45 Millionen Jahre alten) Sternen besteht.
Eine Arbeitsgruppe um Niall R. Deacon von der University of Hertfordshire in Großbritannien ermittelte u. a. aufgrund neuerer Beobachtungen der Eigenbewegung eine gemeinsame Bewegung von 2MASS J2126−8140 mit TYC 9486-927-1 im Raum, was vermutlich durch eine gravitative Bindung zu erklären ist. Anfang 2016 veröffentlichten sie die Ergebnisse ihrer Forschungen. 2MASS J2126−8140 wird demzufolge als Begleiter von möglicherweise planetarer Masse angesehen, der TYC 9486-927-1 in einer extremen Entfernung von rund 7000 AE umrundet.

## Eigenschaften
Die Masse von 2MASS J2126−8140 wird auf 11,6 bis 15 Jupitermassen geschätzt und bewegt sich damit im Grenzbereich zwischen einem massereichen Gasplaneten und einem kühlen Braunen Zwerg. Das Alter des Zentralsterns und damit auch seines Begleiters beträgt wahrscheinlich 10 bis 45 Millionen Jahre. Das System von TYC 9486-927-1 und 2MASS J2126−8140 ähnelt damit Beta Pictoris, der ebenfalls einen massereichen planetaren Begleiter besitzt. Vermutlich gehört der Zentralstern auch zum Beta-Pictoris-Bewegungshaufen. Den Modellrechnungen zufolge hat 2MASS J2126−8140 eine Temperatur von etwa 1800 Kelvin.